# Publi Sulpici Galba Màxim
Publi Sulpici Galba Màxim ((llatí: Publius Sulpicius Servius R. f. P. n. Galba Maximus)) va ser un magistrat romà. Formava part de la gens Sulpícia i era de la família dels Galba, d'origen patrici.

### Primer consolat
Va ser elegit cònsol l'any 211 aC juntament amb Gneu Fulvi Centumal, sense haver ostentat abans cap altra magistratura curul. Va començar en el càrrec el mes de març, i els dos cònsols van rebre la Pulla com a província. Però poc després el senat va decidir enviar a un dels cònsols a Macedònia, regió que per sorteig, va ser per Galba, on va substituir en el comandament a Marc Valeri Leví, durant la Primera guerra macedònica.

### Procònsol a Grècia
En acabar el seu consolat, el senat li va prorrogar el mandat un any més, però després d'un informe de Valeri Leví on s'envania dels seus propis èxits, Galba va rebre l'ordre de llicenciar al seu exèrcit excepte una legió i els socii navales (la flota) i se li va donar una quantitat de diners pels subministraments de les seves forces. D'aquest any 210 aC poc se sap de l'activitat de Galba excepte que va conquerir l'illa d'Egina que va ser saquejada i donada a la Lliga Etòlia aliada dels romans. va intentar en debades aixecar el setge a la ciutat d'Echinus, a la Tessàlia, rodejada per forces de Filip V de Macedònia.
L'ny 209 aC es va tornar a prorrogar el seu imperium un any més, amb Macedònia i Grècia com a província. Va reforçar l'aliança dels etolis i Àtal I de Pèrgam contra Filip V. Els etolis a la batalla de Làmia van ser assistits per 1000 romans que va enviar Galba, quan estava estacionat a Naupacte. Quan Filip V va aparèixer a Dime en la seva marxa cap a Elis, Galba va desembarcar al nord del Peloponès amb 15 vaixells i va saquejar el país fins que va arribar Filip i es va haver de retirar cap a Naupacte. Quan Filip va haver de tornar a Macedònia pel perill d'una invasió dels bàrbars de la frontera, Galba va anar a Egina i es va unir a la flota d'Àtal de Pèrgam a l'illa, on va passar l'hivern.
A la primavera del 208 aC Galba i Àtal amb una flota total de 60 naus, van navegar cap a Lemnos i Àtal va atacar Peparetus, i llavors va creuar junt amb Galba cap a Nicea (Grècia). Des d'allí es van dirigir cap a Eubea on va atacar Oreos que tenia guarnició macedònia però que, traint els seus caps, es va entregar a Galba. Animat per la facilitat d'aquesta conquesta, Galba va provar de conquerir Calcis, però no ho va aconseguir i va marxar cap a Cinos, un port de la Lòcrida Opúncia. Mentrestant Filip es va apoderar de Fòcida que Àtal no va poder defensar. Però va marxar ràpidament a Àsia quan va saber que Prúsies I de Bitínia havia envaït territori macedoni. Galba va tornar a Egina. Va estar-se a Grècia durant uns anys sense fer res de destacable. Els romans no oferien cap assistència eficaç als etolis, ni tan sols després de la caiguda d'Àsdrubal, quan la preocupació dels romans per la defensa d'Itàlia va disminuir considerablement. Els etolis havien d'actuar per si sols tan bé com podien.
L'any 204 aC Galba va ser cridat a Roma pel senat i el va succeir al procònsol Publi Semproni Tudità. L'any 203 aC va ser escollit dictador només per fer els comicis i convocar al cònsol Gneu Servili Cepió que era a Sicília amb intenció de passar a Àfrica.

### Segon consolat
El 200 aC va ser elegit cònsol per segona vegada i altre cop va obtenir Macedònia com a província, i encara que el poble romà no volia més guerres després de la llarga lluita contra els cartaginesos, es va iniciar la Segona guerra contra Felip de Macedònia. Galba va sortir de Brundusium amb una selecció de l'exèrcit de Publi Corneli Escipió Africà Major que havia tornat d'Àfrica, i va desembarcar a Grècia. Els ambaixadors d'Atenes només arribar ja li van demanar ajut i protecció contra Macedònia i Galba va enviar a Gai Claudi Centó amb 20 vaixells i 1.000 homes. Va arribar l'hivern, que va passar a Apol·lònia.
A la primavera de l'any següent va avançar pel país de Dassarètia on quasi totes les ciutats se li van rendir, i alguna va ser ocupada per la força. Cap dels dos cabdills sabia on es trobava l'exèrcit enemic i van començar enfrontaments menors entre les avantguardes dels exèrcits. Després d'un xoc al pas d'Eordea, amb fortes baixes pels romans, es va produir igualment prop dels pas d'Eordea, una batalla de cavalleria en què els macedonis, inicialment victoriosos, van ser finalment posats en fuita. El rei Filip va estar a punt de morir i va demanar una treva a Galba. Els romans van demorar la resposta fins l'endemà, i durant la nit l'exèrcit macedoni es va poder retirar sense ser detectat. Al cap d'uns dies Galba va anar a Pluvina i va acampar a la vora del riu Osphagos, no lluny del qual eren els macedonis. Van seguir nous petits enfrontaments sense res decisiu i a la tardor Galba va tornar a Apol·lònia.
Per l'any següent Publi Vil·li Tàpul va ser elegit cònsol amb Macedònia com a província i Galba va tornar a Roma. El 197 aC Galba i Tàpul van ser nomenats legats de Tit Quint Flaminí I i al 196 aC van ser dos dels comissionats de Flaminí per arranjar els afers de Macedònia.
L'any 193 aC Galba i Tàpul van ser enviats com ambaixadors a Antíoc III el Gran. Primer que res van visitar a Èumenes I de Pèrgam tal com se'ls havia ordenat, que demanava iniciar la guerra amb Síria. A Pèrgam, Galba es va posar malalt, però es va recuperar i va anar a Efes on en lloc d'Antíoc va trobar a un apoderat de nom Minió (Minion) L'entrevista va acabar amb la decisió de fer la guerra a Antíoc. No se sap quan va morir, però degué ser poc després, ja que no torna a ser mencionat.